# برونو إكويل مانغا
برونو إكويل مانغا (16 يوليو 1988

 في ليبرفيل) (بالفرنسية: Bruno Ecuele Manga)‏ لاعب كرة قدم غابوني يلعب حاليا لصالح نادي الدرجة الثانية أنغرز الفرنسي منذ 2008 في خط الدفاع .
لعب مانغا في أندية ليبرفيل (2006) بوردو (2006-2008) روديز (2008) .
لعب مانغا مع منتخب الغابون 9 مباريات دولية منذ سنة 2007 .

## روابط خارجية
- برونو إكويل مانغا على موقع الاتحاد الدولي (مؤرشف)  (الإنجليزية)
- برونو إكويل مانغا على موقع الاتحاد الأوربي (الإنجليزية)
- برونو إكويل مانغا على موقع قاعدة بيانات كرة القدم.إي يو (الإنجليزية)
- برونو إكويل مانغا على موقع ليكيب (الفرنسية)
- برونو إكويل مانغا على موقع ناشيونال فوتبول تيمز (الإنجليزية)
- برونو إكويل مانغا على موقع Soccerbase.com (لاعب) (الإنجليزية)
- برونو إكويل مانغا على موقع Soccerway.com (الإنجليزية)
- برونو إكويل مانغا على موقع عالم كرة القدم.نت (الإنجليزية)
- برونو إكويل مانغا على موقع كووورة
- برونو إكويل مانغا على موقع أوليمبيديا (الإنجليزية)